# Santa Isabel (distrito)
Santa Isabel é um distrito da província de Colón, Panamá. Possui uma área de 728,80 km² e uma população de 3.323 habitantes (censo 2000), perfazendo uma densidade demográfica de 4,56 hab./km². Sua capital é a cidade de Santa Isabel.